# Il male oscuro
Il male oscuro (estrenada internacionalment com Dark Illness i The Obscure Illness) és una pel·lícula dramàtica italiana del 1990 dirigida per Mario Monicelli. Està basat en la novel·la homònima escrita per Giuseppe Berto. Per aquesta pel·lícula, Monicelli va ser guardonat amb un David di Donatello al Millor director.

## Argument
Giuseppe Marchi, dominat de petit per un pare autoritari i despòtic amb el seu uniforme de mariscal dels carabinieri, va créixer en una família modesta, va mantenir els estudis gràcies a grans sacrificis i sempre frustrat per les dificultats i les angoixes; ara fa cinquanta anys, i afegeix lamentacions als seus dolors de no haver tingut temps de tornar a veure el seu pare al llit de mort. Guionista sense èxit, després de viure amb Sylvaine, una vídua francesa, és seduït per una noia molt més jove amb qui es casa perquè queda embarassada. Giuseppe, que en realitat somia amb escriure la novel·la de la seva vida, no pot acceptar un guió sobre Judes, revisitat amb intenció comercial. Sempre es compromet i sovint acusa un dolor insuportable. Un dia finalment decideix ser examinat en una clínica on operen per una úlcera i apendicitis inexistents. Esgotat, finalment fins i tot intenta suïcidar-se. Quan la seva dona se'n va amb el nadó per passar dos mesos a Siusi, Giuseppe, forçat a un bust que li han recomanat perquè té un ronyó mòbil, es queda a Roma per intentar escriure el primer capítol de la seva autobiografia. Fins i tot quan finalment decideix unir-se a la seva dona als Alps, la seva mania i fòbies no cessen. Mentrestant, el seu guió és rebutjat perquè el client, amb problemes amb l'oficina d'Hisenda, es trasllada a un altre lloc, deixant a Giuseppe, per pagar el seu deute, unes terres conreades amb oliveres a Calàbria. Finalment, l'home es confia a un psicoanalista, la resposta del qual és fàcil i molt ràpida: a l'arrel del seu mal existencial hi ha la figura paterna i el seu condicionament i, ara que ho sap, tot apareix més clar i pensa curar-se. Però en aquest moment la seva dona revela que fa anys que l'enganya. Així, ara Giuseppe decideix anar a viure sol a una barraca entre les oliveres calabreses, conrear el seu hort, des d'on al vespre veu, més enllà de l'estret de Messina, les llums de Sicília, la terra on va néixer i viure el pare, que encara resta a la memòria.

## Repartiment
- Giancarlo Giannini: Giuseppe Marchi
- Emmanuelle Seigner: Esposa de Giuseppe
- Stefania Sandrelli: Sylvaine
- Vittorio Caprioli: psicoanalista
- Antonello Fassari: Dr. Giorgio Corsini
- Elisa Mainardi: analista
- Néstor Garay: pare de Giuseppe
- Rocco Papaleo: Veí de Giuseppe
- Franca Scagnetti: Veïna de Giuseppe

## Reconeixements
- 1990 - David di Donatello
  - Millor director a Mario Monicelli
  - Nominada a Millor pel·lícula
  - Candidat al Millor guió a Suso Cecchi D'Amico i Tonino Guerra
  - candidat al Millor actor a Giancarlo Giannini
  - Candidata al Millor actriu secundària a Stefania Sandrelli
  - candidat al Millor actor secundari a Vittorio Caprioli
  - candidat al Millor escenografia a Franco Velchi
- 1991 - Nastro d'argento
  - Millor guió a Suso Cecchi D'Amico i Tonino Guerra
  - Millor banda sonora a Nicola Piovani
  - candidat a Millor productor a Giovanni Di Clemente
  - candidat a Millor actor protagonista a Giancarlo Giannini
- 1990 - Globo d'oro
  - candidat a la Millor pel·lícula a Mario Monicelli